# 마티외 아말리크
마티외 아말리크(Mathieu Amalric, 1965년 10월 25일 ~ )는 프랑스의 배우, 영화 감독, 각본가, 영화 제작자이다.

## 작품 목록

### 영화 출연
- 나의 성생활: 나는 어떻게 싸웠는가 (1996, Comment je me suis disputé… (ma vie sexuelle))
- 스페셜 딜리버리 (2002, C'est le bouquet !)
- 킹스 앤 퀸 (2004)
- 콧수염 (2005, La Moustache) - 세르주 역
- 뮌헨 (2005) - 루이 역
- 마리 앙투아네트 (2006)
- 내가 가수였을 때 (2006, Quand j'étais chanteur)
- 커튼 레이저 (2006, Un lever de rideau) - 피에르 역
- 잠수종과 나비 (2007)
- 언 시크릿 (2007)
- 크리스마스 이야기 (2008)
- 퍼블릭 에너미 넘버원 (2008)
- 007 퀀텀 오브 솔러스 (2008)
- 잡초 (2009)
- Les Derniers Jours du monde (2009)
- 블랑섹의 기이한 모험 (2010)
- 어느 예술가의 마지막 일주일 (2011)
- 코스모폴리스 (2012)
- 까밀 리와인드 (2012)
- 나폴레옹 토레스 전투 (2012)
- 모피를 입은 비너스 (2013)
- 러브 이즈 크라임 (2013)
- 그랜드 부다페스트 호텔 (2014)
- 블루룸 (2014)
- 마이 골든 데이즈 (2015)
- 요셉의 아들 (2016)
- 샹송가수 바르바라 (2017)
- 이스마엘의 유령 (2017)
- 수영장으로 간 남자들 (2018)
- 고흐, 영원의 문에서 (2018) - 폴 가셰 박사 역
- 사운드 오브 메탈 (2019)
- 장교와 스파이 (2019)
- 후레자식들 (2021)
- O2 (2021)
- 프렌치 디스패치 (2021)
- 페니키안 스킴 (2025) - 마르세유 밥 역

### 영화 연출 및 각본
- 블루룸 (2014)
- 샹송가수 바르바라 (2017)